# اما بیس
اما بیس (انگلیسی: Emma Bissell؛ زادهٔ ۲۱ دسامبر ۲۰۰۱) بازیکن فوتبال اهل انگلستان است که در پست هافبک برای باشگاه اورتون در سوپر لیگ زنان انگلستان بازی می‌کند.
وی در تیم ملی فوتبال زیر ۱۹ سال انگلستان بازی کرده است.